# 周青元
周青元（英語：Chiu Keng Guan） ，马来西亚籍电影导演，出生于柔佛州峇株巴辖县。

## 职业生涯
周青元早期主修平面設計和美術系，隨後投入陶瓷和雕塑業。之後，他加入馬來西亞HVD擔任質量保證员，開始了他的電影生涯。
周青元後來報讀北京電影學院，成了張藝謀和陳凱歌等著名導演的學弟。畢業後，他合作過幾部電視劇、廣告和商業宣傳片，並且也擔任過助理導演和攝影師。他協助成立了馬來西亞電視頻道八度空間，並從Astro接下幾份自由工作（在此前担任中文制作部高级节目经理）。
周青元與Astro的合作造就了他的成名之路。他指導了多部中文賀歲電影，其中包括《大日子》、《天天好天》和《一路有你》。他和馬來西亞其他本地導演的指導方向別於傾向發掘業餘或非職業演員來擔任片裡的主要角色 。其中一位他所提拔的演員李世平更在2015年通過《一路有你》的角色榮獲第27屆馬來西亞國際電影節最佳男主角。當年75歲的李世平同時是此獎項最年長的獲獎人，也是第一位華裔獲獎人。
周青元的指導方向偏向於抒情，其電影題材也非常生活化和本土化，適合馬國各年齡層的觀眾。他2016年的足球電影作品《輝煌年代》更是因融入馬來西亞足球史及當地各大民族的元素，讓非華裔觀眾也能產生共鳴。因此他的幾部電影都被譽為“全民電影”。他的作品多次刷新馬來西亞本土電影票房，也獲得了幾項影展和電影節的提名。
2019年，周青元的作品《大大哒》正式在中国上映，并且他也声称他在11月前往中国，执导一部中国投资的电影。

## 主要作品

### 电影
| 年   | 片名         | 票房                                   |
| ---- | ------------ | -------------------------------------- |
| 2010 | 大日子       | 马币4,200,000令吉                      |
| 2011 | 天天好天     | 马币6,500,000令吉                      |
| 2014 | 一路有你     | 马币17,100,000令吉                     |
| 2016 | 輝煌年代     | 马币16,600,000令吉                     |
| 2018 | 大大哒       | 马币5,000,000令吉                      |
| 2021 | 了不起的老爸 | 人民币1.05亿元（约马币67,000,000令吉） |
| 2023 | 真爱好妈     | 马币3,100,000令吉                      |

### 微电影
- 2019年 《时间的礼物》[23]

### 电视剧
- 2019年《极限17：滑魂》

## 荣誉与奖项
| 颁奖典礼                      | 年度 | 奖项                    | 片名         | 结果 |
| ----------------------------- | ---- | ----------------------- | ------------ | ---- |
| 大阪亚洲电影节                | 2011 | 十强入围电影            | 大日子       | 提名 |
| 圣地亚哥亚洲电影节            | 2011 | 放映                    | 天天好天     | 提名 |
| 首尔国际青少年电影节（SIYFF） | 2011 | 观众最喜爱奖            | 天天好天     | 獲獎 |
| 金箏獎                        | 2013 | 最佳影片                | 大日子       | 提名 |
| 金箏獎                        | 2013 | 最佳影片                | 天天好天     | 提名 |
| 金箏獎                        | 2013 | 最佳导演                | 大日子       | 提名 |
| 金箏獎                        | 2013 | 最佳导演                | 天天好天     | 獲獎 |
| 金箏獎                        | 2015 | 最佳影片                | 一路有你     | 提名 |
| 马来西亚国际电影节            | 2011 | 最佳非马来语影片        | 天天好天     |      |
| 马来西亚国际电影节            | 2015 | 最佳票房影片            | 一路有你     | 獲獎 |
| 马来西亚国际电影节            | 2015 | 最佳非马来语影片        | 一路有你     | 獲獎 |
| 马来西亚国际电影节            | 2015 | 最佳影片                | 一路有你     | 獲獎 |
| 马来西亚国际电影节            | 2015 | 最佳原创剧本            | 一路有你     | 提名 |
| 马来西亚国际电影节            | 2015 | 最佳艺术指导            | 一路有你     | 提名 |
| 马来西亚国际电影节            | 2016 | 最佳影片                | 辉煌年代     | 提名 |
| 马来西亚国际电影节            | 2016 | 最佳导演                | 辉煌年代     | 提名 |
| 马来西亚国际电影节            | 2016 | 最佳原创剧本            | 辉煌年代     | 提名 |
| 马来西亚国际电影节            | 2016 | 评委会特别奖-国民团结奖 | 辉煌年代     | 獲獎 |
| 西安丝绸之路国际电影节        | 2016 | 最佳故事片              | 辉煌年代     | 提名 |
| 上海国际电影节 （金爵奖）     | 2021 | 最佳影片                | 了不起的老爸 | 提名 |
| 上海国际电影节 （金爵奖）     | 2021 | 最佳男主角              | 了不起的老爸 | 提名 |
| 上海国际电影节 （金爵奖）     | 2021 | 最佳编剧                | 了不起的老爸 | 提名 |
| 中国横店电影节                | 2021 | 最佳男主角              | 了不起的老爸 | 提名 |

## 外部連結
- 周青元在互联网电影资料库（IMDb）上的資料（英文）（英文）
- https://www.facebook.com/GWA2013/timeline?ref=page_internal
- https://www.facebook.com/CFAM2013/